# Burhinus grallarius
L'occhione Willaroo o occhione del bush (Burhinus grallarius, Latham 1802), è un uccello della famiglia dei Burhinidae.

## Sistematica
Burhinus grallarius non ha sottospecie, è monotipico.

## Distribuzione e habitat
Questo uccello vive in Australia, su molte isole al largo delle sue coste, e una piccola popolazione anche sull'isola di Nuova Guinea. In Australia la popolazione è in calo a sud e a est della Grande Catena Divisoria.